# 劳丽·布雷特
劳丽·布雷特（英語：Laurie Brett，1969年3月28日—），苏格兰电视演员，知名于在2004年到2012年于肥皂剧《东区人》中扮演Jane Beale。
她出生于苏格兰，学习于伦敦，可以流利地讲葡萄牙语。她承认饮酒过量20年的时间。